# Santa Maria in Brera

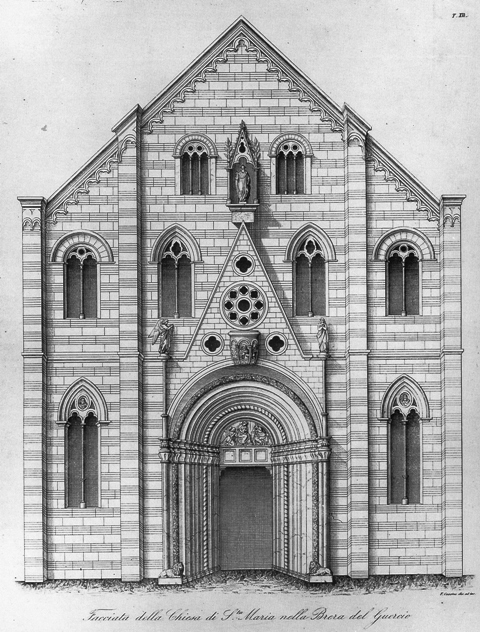
Santa Maria di Brera, Kupferstich von Giorgio Giulini mit der Darstellung der Fassade.

Die Kirche Santa Maria in Brera war eine römisch-katholische Kirche in Mailand. Das Gebäude wurde zwischen 1808 und 1809 teilweise abgerissen und umgebaut, um neue Räume für die Pinacoteca di Brera zu schaffen, die praktisch in den Palazzo di Brera integriert wurden.

## Geschichte
Die Kirche Santa Maria in Brera gehörte zum Kloster der Humiliaten, das erstmals in der Bulle erwähnt wurde, mit der Papst Innozenz III. im Jahr 1201 den Humiliatenorden bestätigte. Im Jahr 1346 wurde Giovanni di Balduccio aus Pisa mit dem Wiederaufbau der Fassade beauftragt. In der Zeit der Gegenreformation wurden die Humiliaten von den Jesuiten abgelöst. 1572, in dem Jahr, in dem der Palazzo di Brera gebaut wurde, wurde sie von Francesco Maria Richini renoviert.
Die Kirche wurde im Jahr 1806 profaniert.

### Abbruch
Im Jahr 1808 wurde beschlossen, die Kirche abzutrennen, um neue Räume, die sogenannten Saloni Napoleonici für die Pinacoteca di Brera zu erhalten. Die Bauarbeiten, mit denen der Architekt Pietro Gilardoni betraut wurde, dauerten bis 1809. Am 15. August 1809 wurden die drei neuen Säle zu Ehren des 40. Geburtstags von Napoleon eingeweiht, die von dem großen Gipsabguss Napoleon als Mars der Friedensstifter von Antonio Canova beherrscht werden. Im Erdgeschoss wurde das im Entstehen begriffene Archäologische Museum untergebracht. Die Veranstaltung war nur vorübergehend; die eigentliche Eröffnung der Statuen- und Gemäldegalerie sollte erst am 20. April 1810 stattfinden.

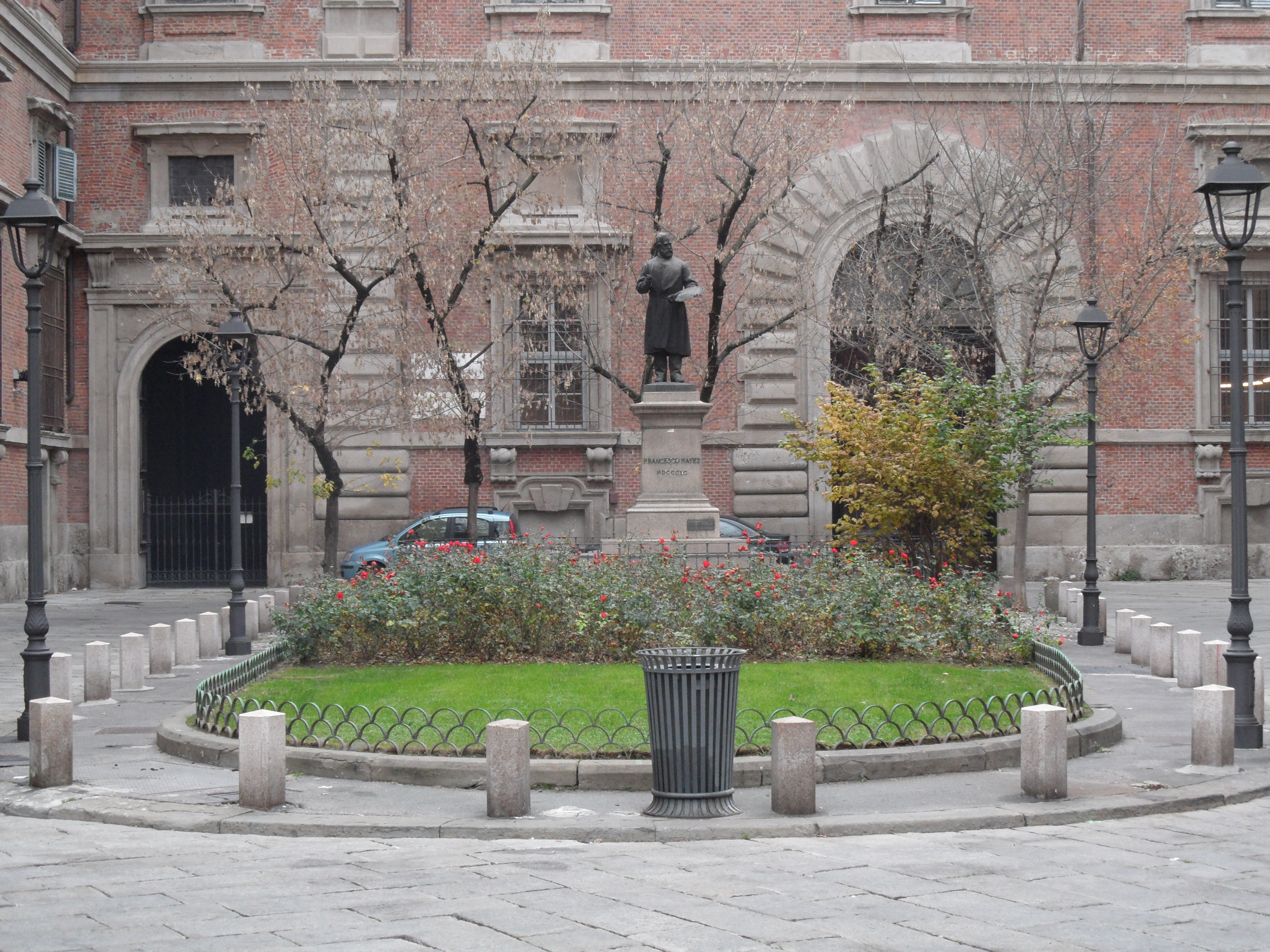
Die Piazzetta Brera mit dem Denkmal für Francesco Hayez – ehemals Standort der Kirche Santa Maria in Brera

Nach dem Abriss wurden die Flachreliefs und Skulpturen der Fassade und Fragmente des Portals der Kirche Santa Maria in Brera in das Museum für antike Kunst  im Castello Sforzesco in Mailand gebracht, wo sie heute noch zu sehen sind. Andere wurden von Luigi Canonica für den Bau der Fassade der Cascina San Fedele im Park von Monza wiederverwendet. Weitere Fragmente befinden sich in der Villa Antona-Traversi in Desio.

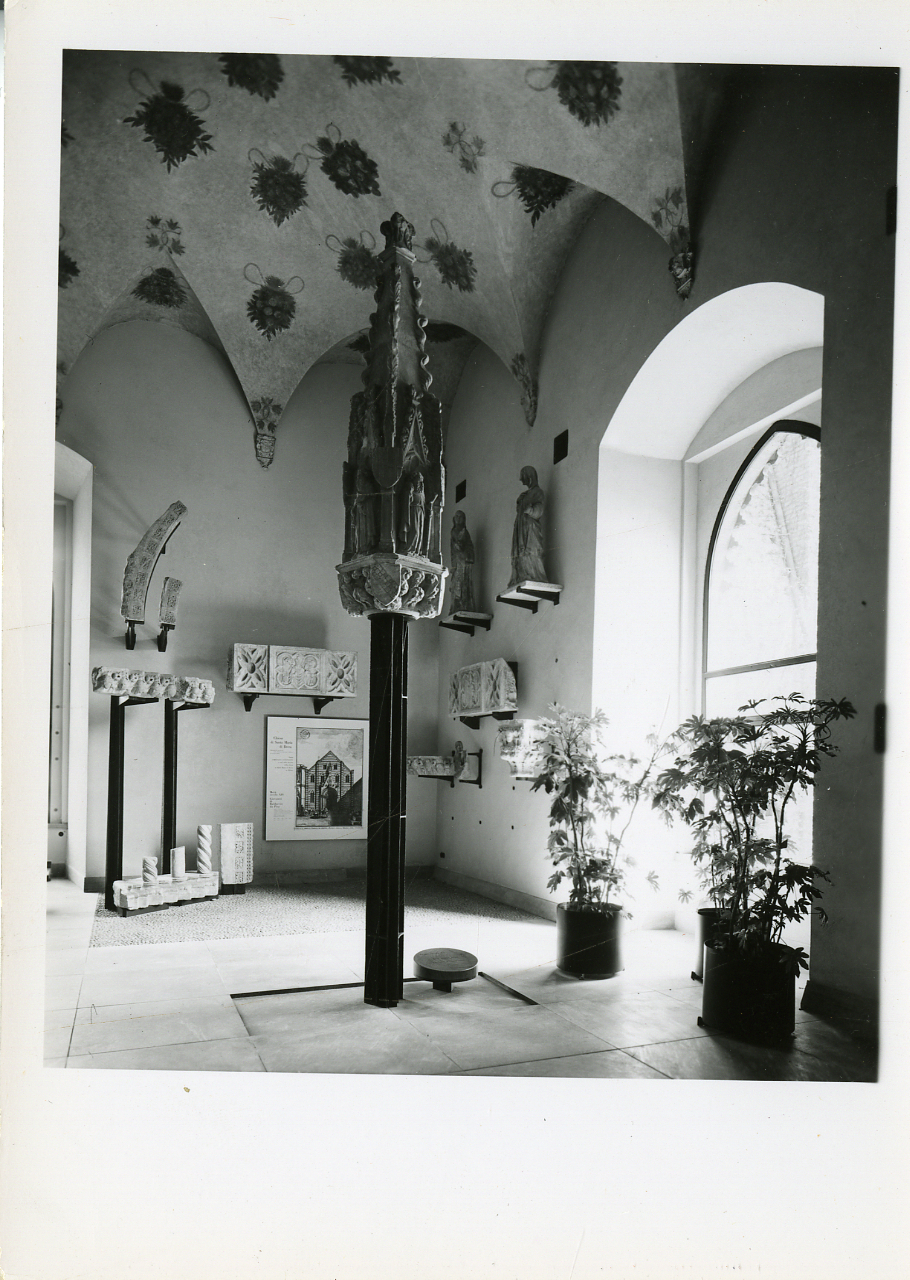
Fragmente des Portals der Kirche von Santa Maria in Brera. Museum für antike Kunst des Castello Sforzesco, Saal 4; Foto: Paolo Monti, 1956

Die Gemälde und die Fresken, die das Innere der Kirche schmückten – darunter Bilder von Bernardino Luini, Bernardino Zenale, Bramantino und Vincenzo Foppa – werden heute in der Brera und im  Leonardo da Vinci-Museum in Mailand aufbewahrt. Andere Teile des Freskos, die an Giusto de’ Menabuoi zugeschrieben werden, Fragmente von Velen, Säulensockeln, Kapitellen und Wanddekorationen sind noch in den Räumen der heutigen Abteilung für Design und angewandte Kunst der Akademie erhalten, die als Bühnenbildräume genutzt werden.
Obwohl sie heute vollständig in den Palazzo di Brera integriert ist, sind die ursprünglichen Strukturen der Kirche noch zu erkennen: Einige der Endjoche, ein Teil des Presbyteriums und der Sockel des Glockenturms sind noch sichtbar. Der Platz vor der Kirche ist als „Piazzetta di Brera“ bekannt und wird von der Statue von Francesco Hayez beherrscht, die 1890 von Francesco Barzaghi geschaffen wurde. In den ehemaligen Räumen der Kirche befindet sich heute der Unterrichtssaal der Accademia di Belle Arti di Brera für Szenografie.
Die einzige bisher bekannte Darstellung der alten Kirche ist ein Stich von Giorgio Giulini aus dem 18. Jahrhundert.

## Beschreibung
Die besonders reiche und zusammengesetzte Kirchenfassade stammt laut der damaligen Inschrift auf dem Portalarchitrav aus dem Jahr 1347 und wird Giovanni di Balduccio aus Pisa zugeschrieben. Sie hatte ein Giebelprofil und zeichnete sich durch ein großes rundbogiges Portal mit tiefen Sprossen aus hellem Marmor aus, das von einem hohen Giebel mit einer kleinen blinden Fensterrose und einer kleinen Schlussädikula mit einer Marienfigur gekrönt wurde. Die Kirche wirkte nach oben hin stark verjüngt, nicht nur wegen des besonderen Portals, sondern auch wegen der raschen Abfolge der vier dünnen Strebepfeiler, die das Innere prägten. Die Fassade war vollständig mit Marmorplatten mit horizontalen Bändern verkleidet, die sich in Weiß- und Grautönen abwechselten, wovon ein Fragment im Südwesten des Palazzo di Brera erhalten ist. Die Öffnungen waren in drei horizontalen Reihen angeordnet: Biforien in der unteren und mittleren Reihe, Trifora in der oberen Reihe.